# Salvadoraceae
Salvadoraceae is een botanische naam, voor een familie van tweezaadlobbige planten. Een familie onder deze naam wordt algemeen erkend door systemen van plantentaxonomie, en ook door het APG-systeem (1998) en het APG II-systeem (2003).
Het gaat om een kleine familie van houtige planten: een dozijn soorten in een drietal genera. Ze komen voor in woestijnachtige gebieden van de tropen, in de Oude Wereld.
In het Cronquist-systeem (1981) was de plaatsing van de familie in de orde Celastrales.

## Taxonomie
Er zijn drie geslachten

- Geslacht Azima, waaronder de soorten
  - Azima sarmentosa
  - Azima tetracantha
- Geslacht Dobera
- Geslacht Salvadora, waaronder de soorten:
  - Salvadora australis
  - Salvadora oleiodes
  - Salvadora persica (tandenborstelboom)